# Monstervåg

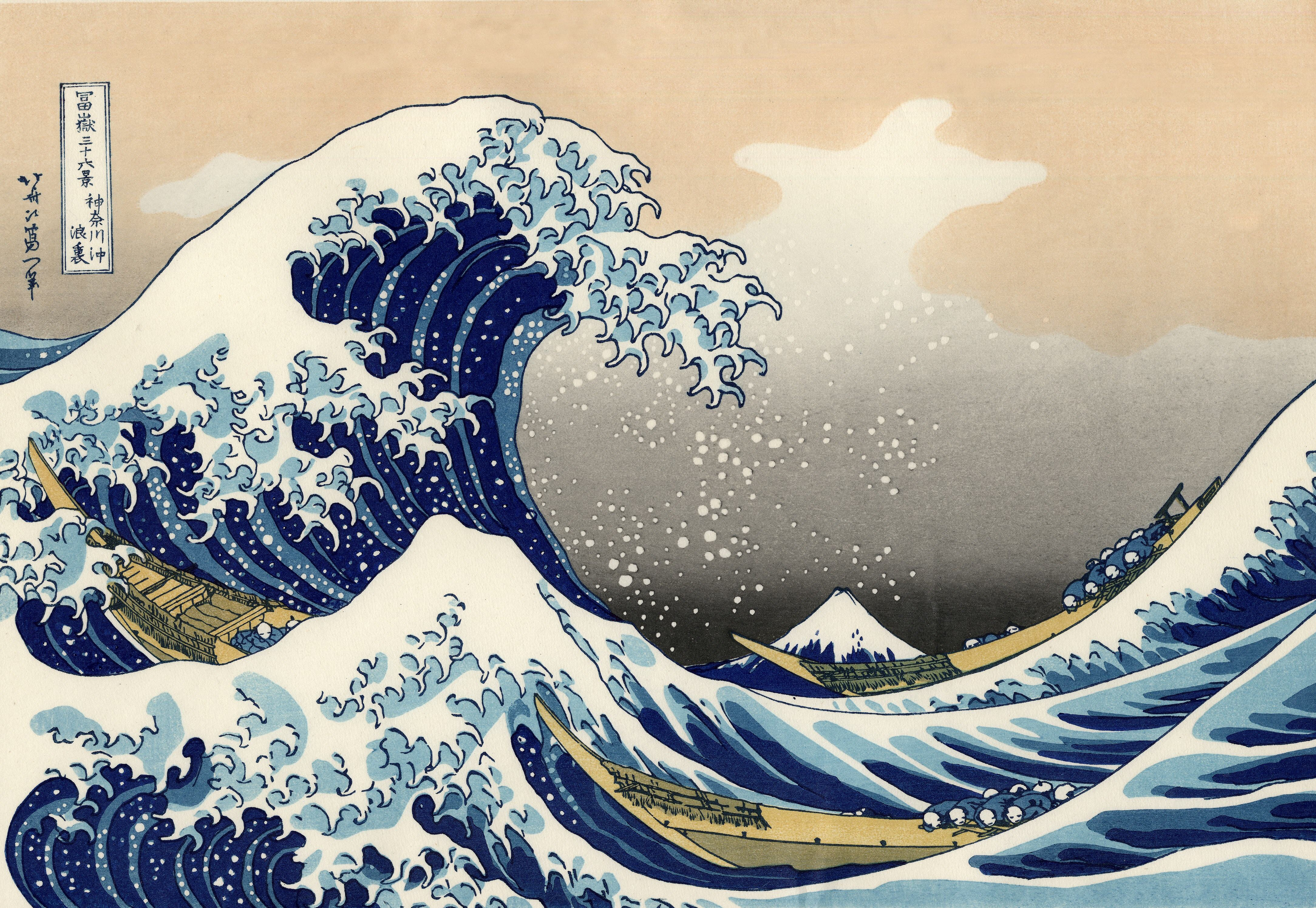
Under vågen utanför Kanagawa, träsnitt (ukiyo-e av en monstervåg, av Katsushika Hokusai från 1820-talet

 Monstervågor eller jättevågor är vågor som är mycket större än de omgivande vågorna, ibland så stora att de kan sänka stora oceangående fartyg. Inom oceanografin definieras de mer precist som vågor vilka har över den dubbla signifikanta våghöjden (SWH). SWH definieras i sin tur som medelvärdet av den största tredjedelen vågor i en vågförteckning. 
Eftersom monstervågorna verkar uppstå ur tomma intet och inte har de egenskaper man normalt förknippar med vågor, så har historier om monstervågor tidigare betraktats som skrönor och legender. Inom sjöfarten är man dock numera väl medveten om att det under en storm, i ett i övrigt normalt vågsvall, helt plötsligt kan dyka upp 25 till 30 meter höga vågor. I stormar på öppet hav blir normala vågor ofta 7 meter höga och i extrema fall upp till 15 meter höga. Under senare år har man med hjälp av satelliter kunnat göra observationer av hur stora vågor hastigt kan uppstå för att sedan lika snabbt försvinna. Observationerna har lett till insikten att monstervågor visserligen förekommer långt oftare än man någonsin kunnat ana, men ändå är sällan påträffade naturliga oceanfenomen. Till skillnad från en tsunami, som bildas av kraftiga jordskalv på havsbotten, uppstår monstervågor ute till havs bland vanliga vågor som skapats av vindar. 
Sjöfarares vittnesmål och påvisade skeppsskador hade visserligen pekat på att dessa jättevågor existerar, men först i samband med en mätning vid oljeplattformen Draupner i Nordsjön den 1 januari 1995 kunde fenomenets existens bekräftas. 
Det är också troligt att monstervågor kan skapas på Stora sjöarna i Nordamerika, vilket kan ha varit en orsak till fraktfartyget SS Edmund Fitzgeralds förlisning i Övre sjön 1975. 
Havsgående fartyg är byggda för att klara vågor på 12-15 meter utan skador. Det brukar vara solitt stål utan fönster upp till omkring 10 meter över vattnet, och byggt för att klara vågor ett stycke högre upp med små tjocka fönster. Men fartyg är inte byggda för att klara monstervågor. Kommandobryggorna måste ha stora fönster för att ge god sikt men de är normalt placerade minst 20 meter upp.

## Teoretiska förklaringar

### Schrödingerekvationen
Den mest vedertagna vetenskapliga modellen bygger på kvantfysiken och den icke-linjära Schrödingerekvationen. Klassisk vågteori kan inte förklara dessa fenomen, men matematikern Al Osborne lade fram en modell, som bygger på Schrödingerekvationen och som innebär att vågtopparna lånar energi från närliggande vågor. Modellen stämde kusligt väl med data från den monstervåg, som träffade oljeplattformen Draupner i Nordsjön på nyårsdagen 1995. 
Forskare vid Umeå universitet visade i augusti 2006 att normala slumpmässiga små vågor från vindbyar, helt plötsligt kan ge upphov till monstervågor. Om förhållandena är de rätta, växer dessa monstervågor till genom att ”låna” energi från omgivande vågor, en  ickelinjär effekt enligt Osbornes modell. Man har genom bland annat datorsimuleringar kunnat ta fram bilder av hur dessa vågor skapas. Umeåforskarnas resultat visar också att sådana vågor växer till enorm storlek flera gånger snabbare, än vad man tidigare trott. 

### Andra modeller
Några av nedanstående ad hoc-modeller kan ses som delförklaringar till varför monstervågor uppstår oftare på vissa platser.
- Diffraktiv fokusering – Kustremsor formar vågor som möts från flera olika håll.[3] Biscayabukten är känd för många monstervågor.
- Fokusering med havsströmmar. En trolig bidragande orsak utanför Sydafrika där Agulhasströmmen möts av Västvindbältena.
- Monstervågor är en del av det normala spektrumet av vågor, men de är extremt ovanliga.[3]
- Vind kan vara en faktor som bygger på monstervågor.
- Normala vågor stöter på hinder, såsom grund, öar m.m.

## Rapporterade incidenter med monstervågor

### 1800-talet
- 1861 – Fyrtornet på Eagle Island utanför staden Deer Isle i södra Maine träffades av vad som tros ha varit en hög monstervåg, vilket resulterade i omfattande skador på den 26 meter höga byggnaden[4][5].

### 1900-talet
- 1900 – Tre fyrvaktare försvann spårlöst från det 23 meter höga fyrtornet på ögruppen Flannan Isles i nordvästra Skottland under en storm. Skador på byggnaden och i omgivningarna visar att tornet kan ha träffats av en 34 meter hög våg [6][7].
- 1909 – Passagerarfartyget SS Waratah försvann spårlöst med 211 personer ombord under en färd mellan Durban och Kapstaden i Sydafrika. Fartyget har hittills inte återfunnits [8].
- 1933 – Det amerikanska militärfartyget USS Ramapo stötte på en 34 meter hög monstervåg i Stilla Havet[9].
- 1942 – RMS Queen Mary träffades av en 28 meter hög våg på Atlanten under en färd mellan Southampton och New York och fick 52 graders slagsida.
- 1966 – 3 personer dödades och 12 skadas när det italienska kryssningsfartyget SS Michelangelo träffades av en 24 meter hög våg under en färd mellan Genua och New York[9].
- 1975 – Fraktfartyget SS Edmund Fitzgerald försvann på Lake Superior med 29 man ombord. När vraket senare hittades visade det sig att fartyget hade brutits i två delar. Man har spekulerat om orsaken kan ha varit en monstervåg.
- 1978 – Det tyska fraktfartyget MS München försvann i en storm ute på Nordatlanten under sin vanliga färd mellan Hamburg och Savannah i Georgia med 28 besättningsmän ombord. Utredarna tror att fartyget träffades av en eller flera monstervågor som slog ut fartygets elektronik och framdrivning, vilket gjorde det omöjligt att fortsätta manövrera. Några svaga nödanrop fångades upp, men signalerna var för dåliga för att man skulle kunna lokalisera fartyget via den uppgivna positionen. I ett av nödmeddelandena hördes: 50 degrees starboard, vilket antogs betyda 50 graders slagsida. Efter ett intensivt sökande återfanns endast några vrakdelar och en av fartygets livbåtar, vars fästanordningar hade brutits sönder totalt, vilket tyder på att en enorm kraft hade slagit emot livbåten som satt monterad 20 meter över vattenytan[10].
- 1980 – Oljetankern Esso Languedoc träffades av en 30 meter hög våg utanför Durban vid Sydafrikas östra kust. En styrman på bryggan lyckades fånga fenomenet på bild. För övrigt var havet karvt denna dag med 5 meter höga vågor som mest.
- 1982 – Oljeplattformen Ocean Ranger kantrade 320 km utanför Newfoundlands kust i vindar på över 34 m/s. Orsaken kan ha varit en omkring 20 meter hög våg som slog in genom fönstren i kontrollrummet och spolade bort viktig datautrustning för ballasttankarna som stabiliserade plattformen, vilket gjorde att anläggningen förlorade balansen och välte. Alla 84 arbetare ombord omkom.
- 1985 – Fyrstationen Fastnet på Fastnet Rock utanför Irlands södra kust träffades av en hög våg[11].
- 1995
  - Oljeplattformen Draupner i Nordsjön, mellan Norge och Skottland, träffades av en 25,6 meter hög våg, vilket var mer än dubbelt så hög som omgivande vågor. Detta var första gången en vetenskaplig mätning kunde genomföras tack vare ett laserinstrument. Under själva händelsen orsakades mindre skador på plattformen, vilket också bidrog till att fenomenet kunde bekräftas[12].
  - Queen Elizabeth 2 törnade in i en 29 meter hög våg under en pågående orkan på Nordatlanten. Fartygets erfarne kapten beskrev händelsen som följande: "Den kom rakt ut ur mörkret och liknade Dovers vita klippor". Fartyget klarade sig dock undan med lättare skador och kunde ta sig vidare till sin destination[13].

### 2000-talet
- 2000 – Forskningsfartyget R/V Ballena tillhörande NOAA befann sig på ett rutinuppdrag i Stilla Havet utanför Kaliforniens kust, då fartyget plötsligt träffades av en 6,1 meter hög våg. Fartyget kapsejsade och sjönk, dock kunde de tre ombordvarande besättningsmännen rädda sig ombord på en livflotte. Det är värt att tillägga att både väder och hav denna dag var i det närmaste kav lugnt med knappt 0,5 meter höga vågor som mest[14][15]
- 2001 – Kryssningsfartygen MS Bremen och Caledonian Star träffades båda av 30 meter höga vågor i Drakes sund utanför Sydamerikas södra kust. Fönstren på fartygens bryggor slogs sönder och all elektricitet och manövreringskontroll förstördes[13]. Bägge fartygen kunde dock ta sig till hamn i Eldslandet.
- 2004 – Mätningsinstrument i Mexikanska golfen registrerade en monstervåg orsakad av orkanen Ivan. Vågen var omkring 27,7 meter hög och över 200 meter lång[16].
- 2005
  - En 21 meter hög våg sköljde över den norska lyxkryssaren Norwegian Dawn under en färd mellan Miami och New York. Två rutor trycktes in av kraften och 65 hytter översvämmades. Fyra passagerare fick lindriga skador [17] 
 [18].
  - En videokamera ombord på krabbfiskefartyget Aleutian Ballad i Berings sund i det amerikanska TV-programmet Dödlig fångst fångade av en ren slump en monstervåg på film. Vågen fick fiskebåten att kantra över på babords sida, men klarade sig utan allvarliga skador. Detta är en av de få filmer som visar en verklig monstervåg. [19].
- 2009 – En monstervåg orsakad av en kraftig orkan i Atlanten slog in i det berömda "åskhålet" i Acadia nationalpark i Maine och drog med sig 20 beskådande personer ut till havs. En av dem omkom [20].
- 2010
  - Två monstervågor, orsakade av en kraftig storm ute till havs, slog in över en strand vid Half Moon Bay i Kalifornien, där ett hundratal åskådare befann sig för att bevittna en pågående surftävling i bukten. Tretton personer skadades lindrigt, men ingen drogs med ut till havs [21].
  - Det cypriotiska kryssningsfartyget Louis Majesty med 1930 personer ombord träffades av tre 8 meter höga monstervågor strax utanför Spaniens kust i Medelhavet under en färd mellan spanska Barcelona och italienska Genua. Två passagerare omkom och sex andra skadades lindrigt [22].